# Steinstø

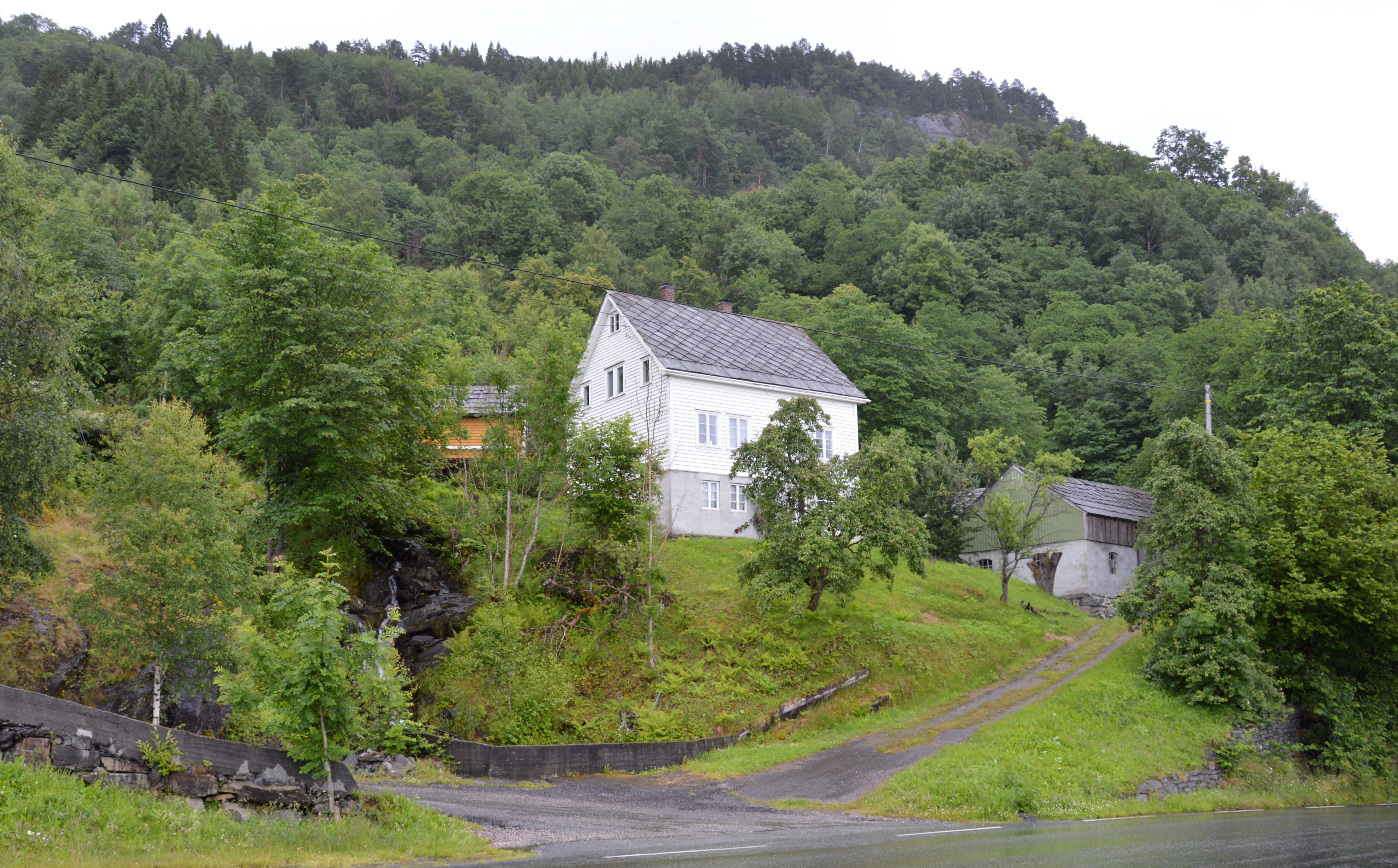
Häuser in Steinstø

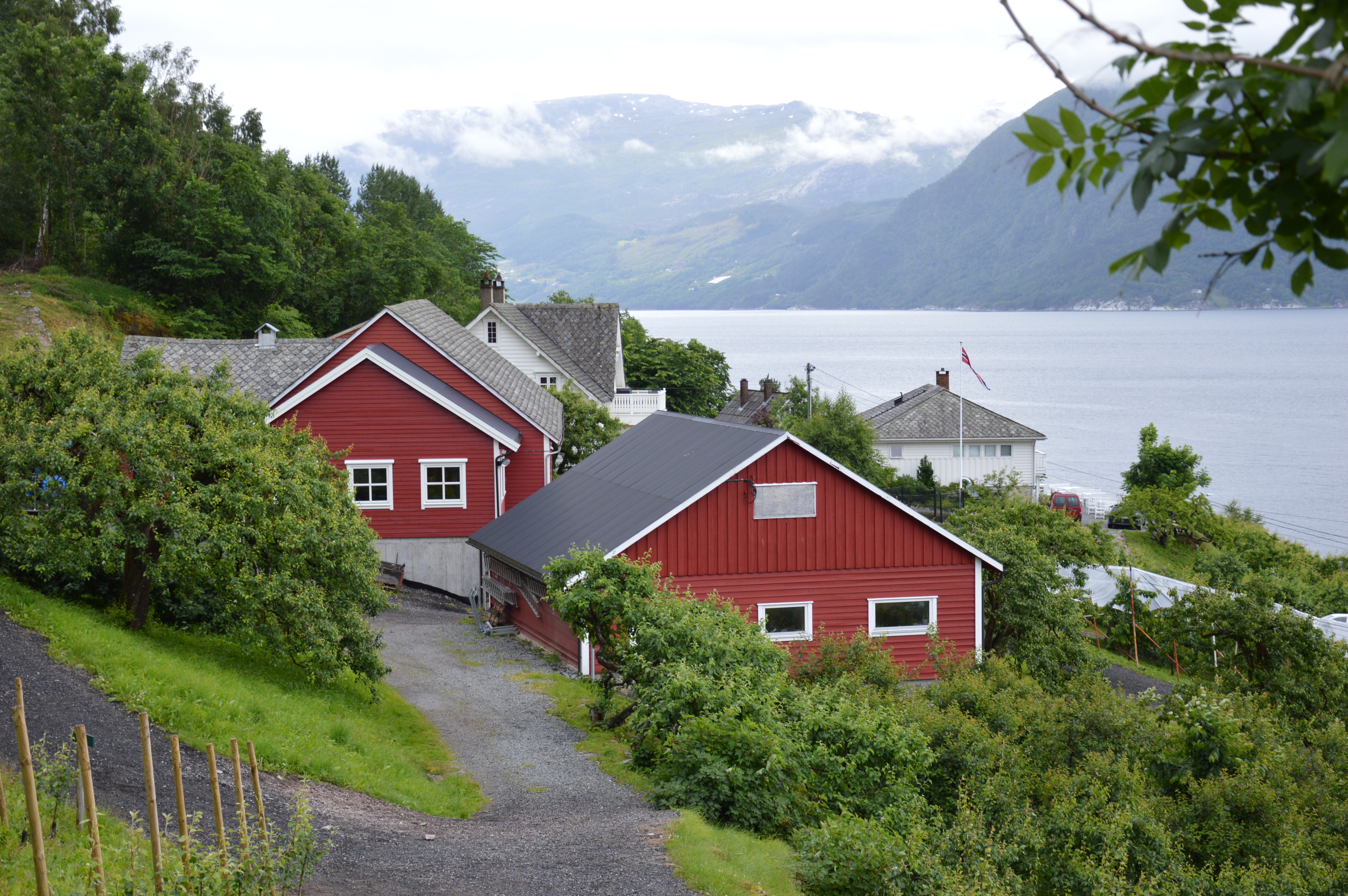
Gebäude des Obsthofes

Steinstø ist ein Dorf in der Kommune Kvam der norwegischen Provinz Vestland.
Es befindet sich am Ostufer des Fyksesunds unmittelbar an dessen Einmündung in den südlich gelegenen Hardangerfjord. Dem Ort vorgelagert ist die Insel Rossholmen. Durch Steinstø führt der Fylkesvei 7, nordwestlich liegt der Ort Fykse. Das Dorf verfügt über eine Kaianlage.
In Steinstø befindet sich eine traditionsreiche Obstplantage, in der insbesondere Äpfel angebaut werden. Darüber hinaus wird am Fylkesvei 7 ein Café und Hofladen betrieben. Außerdem besteht ein Restaurant. 2007 wurde im Ort das Hardanger Aquacenter eröffnet, in dem Speisefisch gehalten und über die Lachsaufzucht informiert wird.